# Luigi Perrachio
Luigi Perrachio (Torino, 28 maggio 1883 – Torino, 6 settembre 1966) è stato un compositore, pianista, didatta e scrittore di musica italiano.

## Biografia e opere
Cominciò in gioventù lo studio del violoncello dopo essere rimasto impressionato positivamente da un'esecuzione della seconda sonata per violoncello e pianoforte op. 99 di Johannes Brahms, e anche soprattutto, quello del pianoforte, privatamente con Cesare Boerio e successivamente con Ignaz Brüll (1846-1907) durante un soggiorno a Vienna (1907-1910). 
Tornato in Italia si laureò in Legge. Si iscrisse anche al corso di composizione presso il Conservatorio Martini di Bologna, ma ben presto entrò in aspri contrasti con il suo maestro e lo abbandonò, proseguendo lo studio della composizione da autodidatta.
Iniziò quindi una strenua attività come docente privato di pianoforte e, su altro versante, come pianista, presentando al pubblico torinese le nuove musiche straniere e italiane e legandosi agli ambienti intellettualmente più vivaci della città (come, dal 1919, l'associazione Pro cultura femminile) e a musicisti e intellettuali come Guido M. Gatti, Vincenzo Davico, Giorgio Federico Ghedini, Alfredo Casella.
È questo il periodo più fecondo per la sua creatività musicale e letteraria: vedono la luce opere come la Sonata per violino e pianoforte in fa diesis minore (1912), la Sonata "Autunno" (1916-1917) e i Nove poemetti per pianoforte (1917-1920), nate dall'inevitabile confronto con i nuovi orizzonti musicali conquistati da Debussy e Ravel, ma anche dalla scuola russa, unitamente ad una incessante volontà di mostrare una voce personale. La scoperta delle musiche di altre nazioni si tradusse in una serie di scritti apparsi sulle principali riviste musicali del tempo e caratterizzati dallo stile originale, a metà tra la letteraria prosa d'arte e una larvata e idealisticheggiante analisi musicale.
Dal 1925 insegnò pianoforte e, successivamente, composizione (fino al 1955) al Conservatorio di Torino e a tale attività sono da ricondurre i suoi scritti di carattere teorico e didattico. Nello stesso decennio continuò a distinguersi sia per l'attività di interprete di autori contemporanei, fra i quali Ernest Bloch, sia come direttore del Doppio Quintetto di Torino, una singolare formazione cameristica costituita da un quintetto di fiati e un quintetto di archi, che fra il 1920 e il 1925 presentò in giro per l'Italia un repertorio innovativo di musica antica e di composizioni moderne, alcune delle quali appositamente composte.
Portato per carattere personale alla riservatezza, Perrachio tuttavia non curò molto i contatti con gli ambienti musicali esterni alla sua città; un'innata timidezza, unita a un senso aristocratico del comporre, lo portò a pubblicare soltanto una piccola parte delle sue opere (soprattutto quelle per pianoforte e le liriche) e a partire dalla metà degli anni venti a confinarsi in una sorta di isolamento volontario. Nascono in questo decennio pagine meditate, affidate allo strumento prediletto, il pianoforte, fra cui i notevolissimi Venticinque preludi  (1929) e la serie di tre Sonate popolaresche italiane (1926-28: I. per arpa sola; II. per violino e pianoforte; III. per trio d'archi), ispirate alle ultime opere cameristiche di Debussy.
Negli anni trenta tentò la composizione orchestrale e il genere del concerto per strumento solista e orchestra: si annoverano quindi il Concerto per pianoforte e orchestra (1931-1932) e il Concerto per violino e orchestra (1932). Negli stessi anni si dedicò alla composizione dell'unica sua opera teatrale, Mirtilla (1937-1940), un dramma a tinte fosche su testo del poeta Nino Costa, ambientato all'epoca della rivolta dei tuchini nel Canavese, e musicato con toni ora veristi e popolareggianti, ora intimisti. La Mirtilla rimase inedita e fu rappresentata solo nel 2000 in una rielaborazione di Gianni Monasterolo per il Piccolo Regio di Torino.
Gli ultimi anni sono contrassegnati dall'interesse per la musica popolare del Piemonte (3 Canzoni popolari fiorite e variate per pianoforte, 1958) e da uno sguardo nostalgico ad un mondo musicale ormai scomparso, ad esempio nelle Valses per pianoforte del 1953, dal vago sapore brahmsiano.
Molti dei manoscritti inediti di Perrachio si conservano oggi nella Biblioteca del Conservatorio di Torino

## Scritti
L'opera pianistica di C.Debussy, Milano, 1924; 
Il "Clavicembalo ben temperato” di J.S.Bach, Milano, 1926; 
Trattato d'armonia, Roma, 1927;
Bele fije e galantin Torino 1951:
I principi fondamentali della composizione musicale, Roma, 1955.